# Manoir de Potrel
Le manoir de Potrel est une demeure des XVe – XVIe siècles qui se dresse sur le territoire de la commune française de Dragey-Ronthon, dans le département de la Manche, en région Normandie. L'édifice est partiellement inscrit au titre des monuments historiques.

## Localisation
Le manoir est situé à 500 mètres à l'ouest du bourg de Dragey, dans le département français de la Manche.

## Historique
Michel Brackmann (1766-1850), garde-suisse de Louis XVI après avoir échappé au massacre des Tuileries vint à Dragey avec M. Dachet propriétaire du manoir de Brion, et épousa la fille du propriétaire de Potrel.

## Description

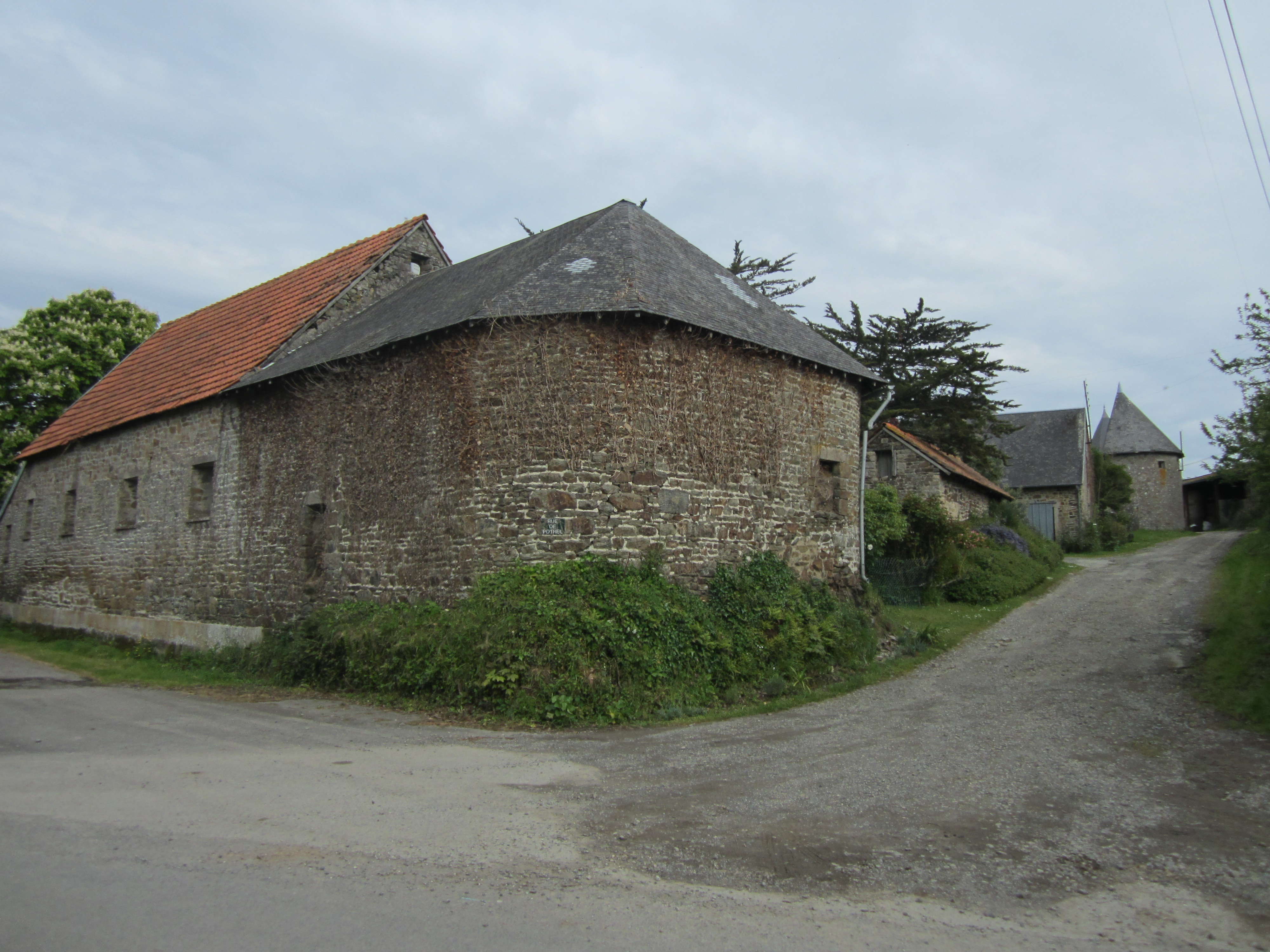
Le manoir de Potrel.

Le manoir, ancienne maison forte des XVe – XVIe siècles, se présente sous la forme d'une enceinte avec une entrée flanquée de deux tours semi-circulaires et d'une sorte de donjon octogonal (pigeonnier).

## Protection
Au titre des monuments historiques :
- les cheminées, les boiseries et le plafond de la salle d'honneur du manoir sont inscrits par arrêté du 27 novembre 1933 ;
- le manoir avec l'ensemble de ses décors intérieurs : escalier, portes, cheminées, charpente, à l'exclusion des éléments déjà protégés et les façades et toitures des deux tourelles d'entrée et du bâtiment octogonal contigu sont inscrits par arrêté du 31 octobre 1990.